# Pablo Viudez
Pablo Javier Viudez Mora (Montevideo, 10 settembre 2004) è un calciatore uruguaiano, attaccante del Racing Montevideo.

## Biografia
Suo fratello maggiore Tabaré Viudez è a sua volta un calciatore professionista.

## Carriera
Cresciuto nel settore giovanile del Defensor Sporting, il 31 gennaio 2024 nell'incontro di Supercopa Uruguaya perso 1-0 contro il Liverpool (M); successivamente, nel corso della stagione ha disputato anche altri 2 incontri, entrambi in Primera División.
Nell'estate del 2025 è stato ceduto a titolo definitivo al Racing Montevideo, altro club della prima divisione uruguaiana.

## Statistiche

### Presenze e reti nei club
Statistiche aggiornate al 6 aprile 2025.
| Stagione        | Squadra           | Campionato      | Campionato | Campionato | Coppe nazionali | Coppe nazionali | Coppe nazionali | Coppe continentali | Coppe continentali | Coppe continentali | Altre coppe | Altre coppe | Altre coppe | Totale | Totale | Totale |
| Stagione        | Squadra           | Comp            | Pres       | Reti       | Comp            | Pres            | Reti            | Comp               | Pres               | Reti               | Comp        | Pres        | Reti        | Pres   | Reti   |        |
| --------------- | ----------------- | --------------- | ---------- | ---------- | --------------- | --------------- | --------------- | ------------------ | ------------------ | ------------------ | ----------- | ----------- | ----------- | ------ | ------ | ------ |
| 2024            | Defensor Sporting | PD              | 2          | 0          | CU              | 0               | 0               | CL                 | 0                  | 0                  | SU          | 1           | 0           | 3      | 0      |        |
| 2025            | Racing Montevideo | PD              | 5          | 0          | CU              | 0               | 0               | CS                 | 1                  | 0                  |             | -           | -           | 6      | 0      |        |
| Totale carriera | Totale carriera   | Totale carriera | 7          | 0          |                 | 0               | 0               |                    | 1                  | 0                  |             | 1           | 0           | 9      | 0      |        |

## Palmarès

### Club

#### Competizioni nazionali
- Copa Uruguay: 1

Defensor Sporting: 2024